# Angaria
Angaria (nomeado, em inglês, delphinula -sing.) é o único gênero de moluscos gastrópodes pertencente à família Angariidae (no século XX, um dos gêneros da família Trochidae; na subfamília Angariinae; ou até mesmo dentre os Turbinidae), sendo herbívoros, marinhos e costeiros; algumas espécies habitando águas profundas. Foi classificado por Peter Friedrich Röding, em 1798, na obra Museum Boltenianum sive Catalogus cimeliorum e tribus regnis naturæ quæ olim collegerat Joa. Fried Bolten, M. D. p. d. per XL. annos proto physicus Hamburgensis. Pars secunda continens Conchylia sive Testacea univalvia, bivalvia & multivalvia. Sua espécie-tipo, Angaria delphinus, fora nomeada no ano de 1758 como Turbo delphinus, por Lineu, em seu Systema Naturae. Sua distribuição geográfica abrange o Indo-Pacífico, da África Oriental ao mar da China Meridional, Sudeste Asiático e norte da Austrália.

## FamíliaAngariidae
A transposição do gênero Angaria para a família monotípica (de um só táxon) Angariidae, criada por John Edward Gray em 1857, se deu através do estudo científico "Molecular systematics of Vetigastropoda: Trochidae, Turbinidae and Trochoidea redefined"; publicado em Zoologica Scripta 37, no ano de 2008, e realizado por Williams, Karube & Ozawa.

## Descrição da concha
Conchas de dimensões medianas e em forma de turbante, com espiral dotada de larga volta corporal, em voltas que quase não se tocam, com seu ápice achatado. Umbílico extremamente aprofundado e superfície esculpida, podendo apresentar prolongamentos radiais. Interior madreperolado. Opérculo córneo, arredondado e espiralado. Podem apresentar organismos epibiontes incrustados na superfície de sua concha.

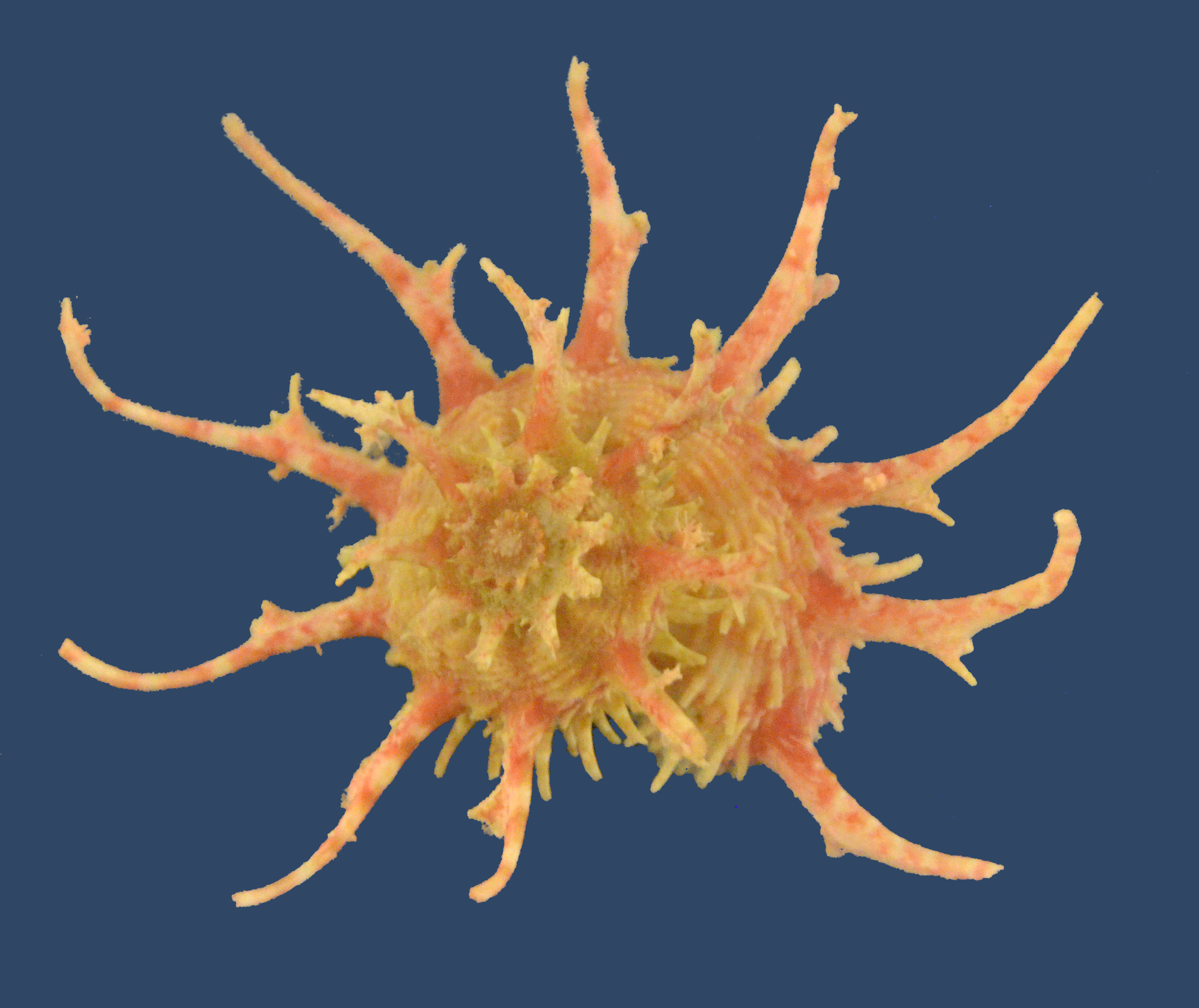
Angaria vicdani Kosuge, 1980; das Filipinas, uma das favoritas entre colecionadores.
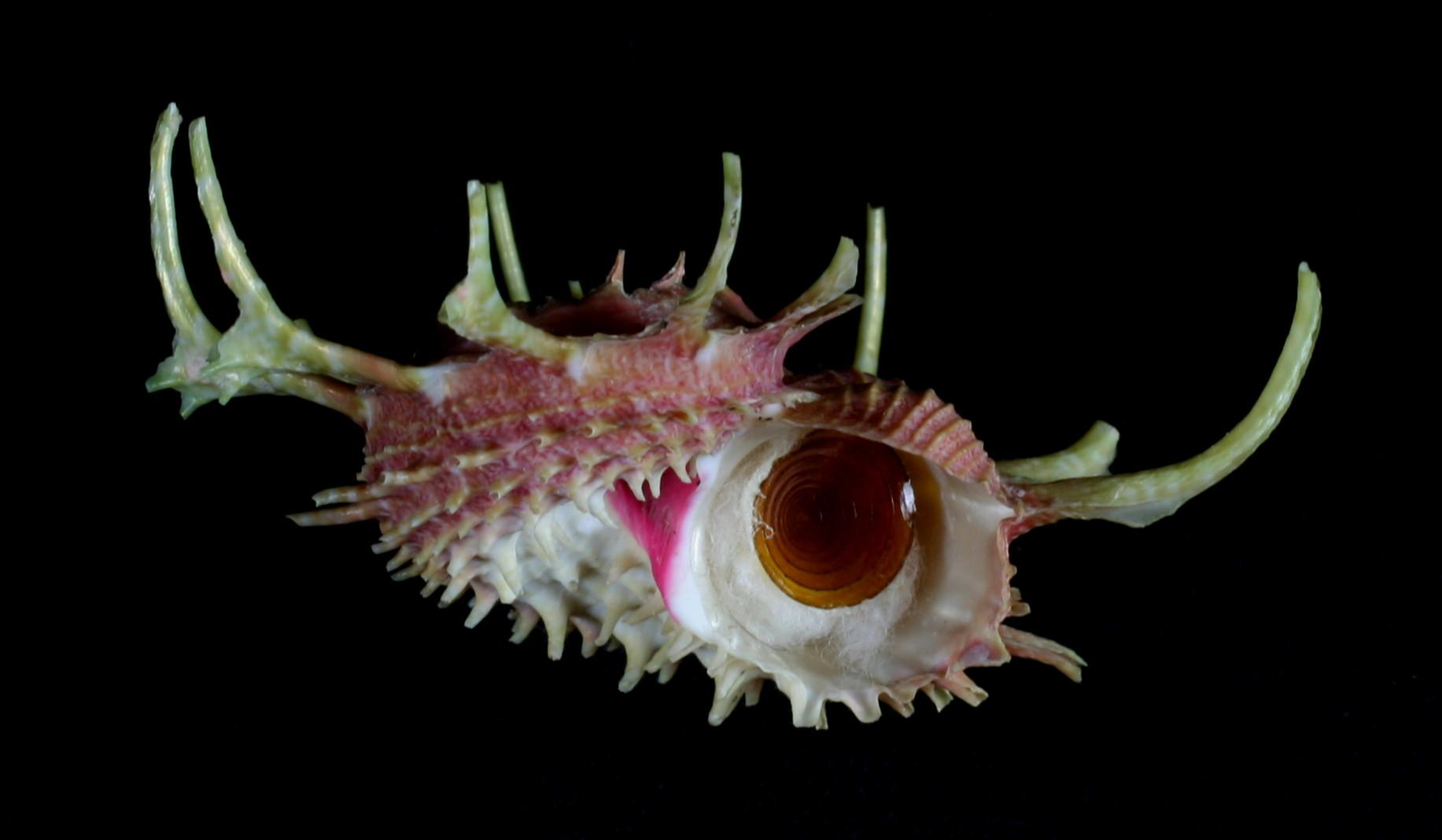
Angaria sphaerula (Kiener, 1838); das Filipinas, mostrando o seu opérculo córneo.

## Espécies deAngaria
Incluindo sinonímia (segundo o WoRMS).
- Angaria carmencita Günther, 2007

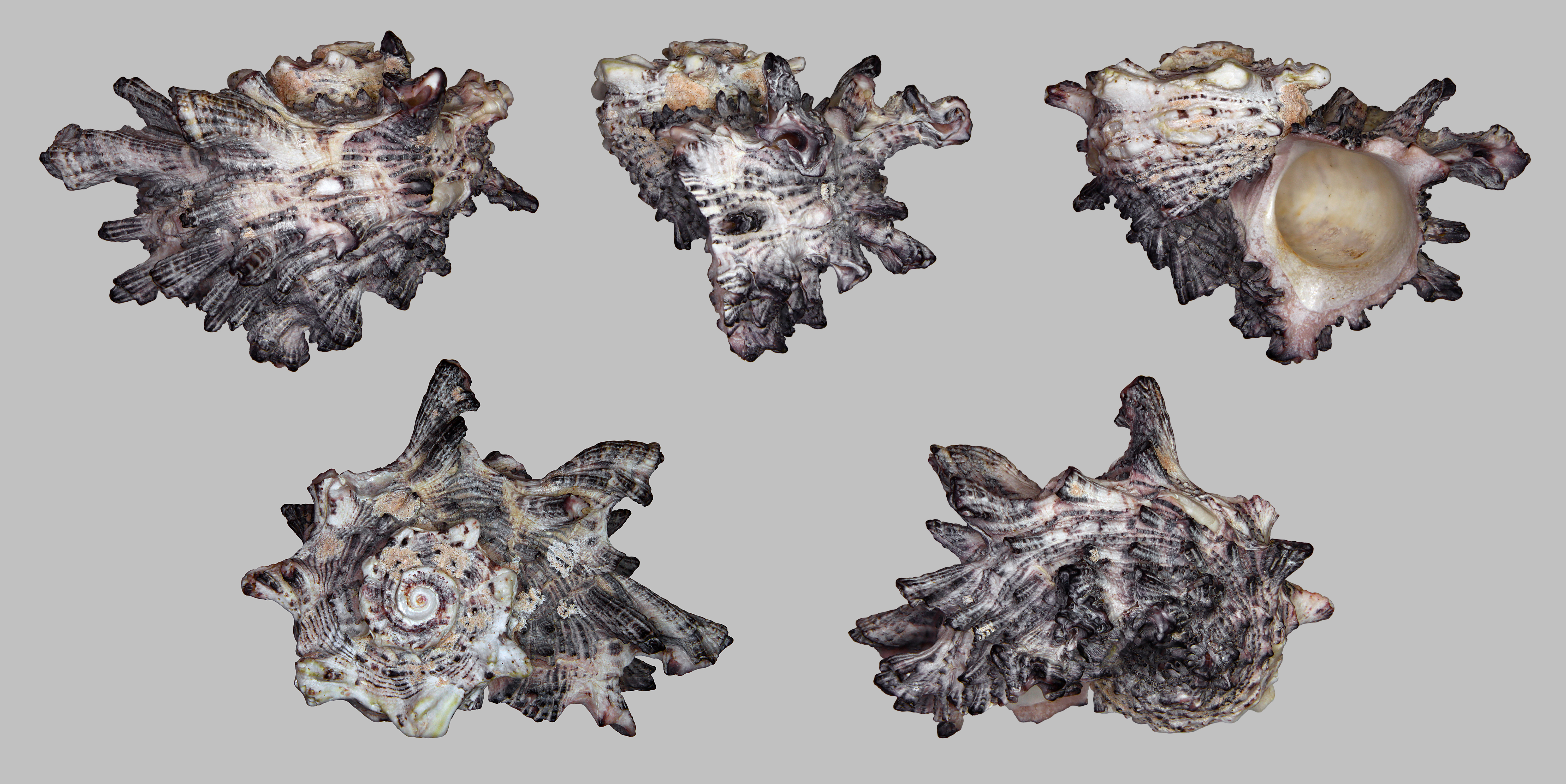
Angaria delphinus (Linnaeus, 1758)
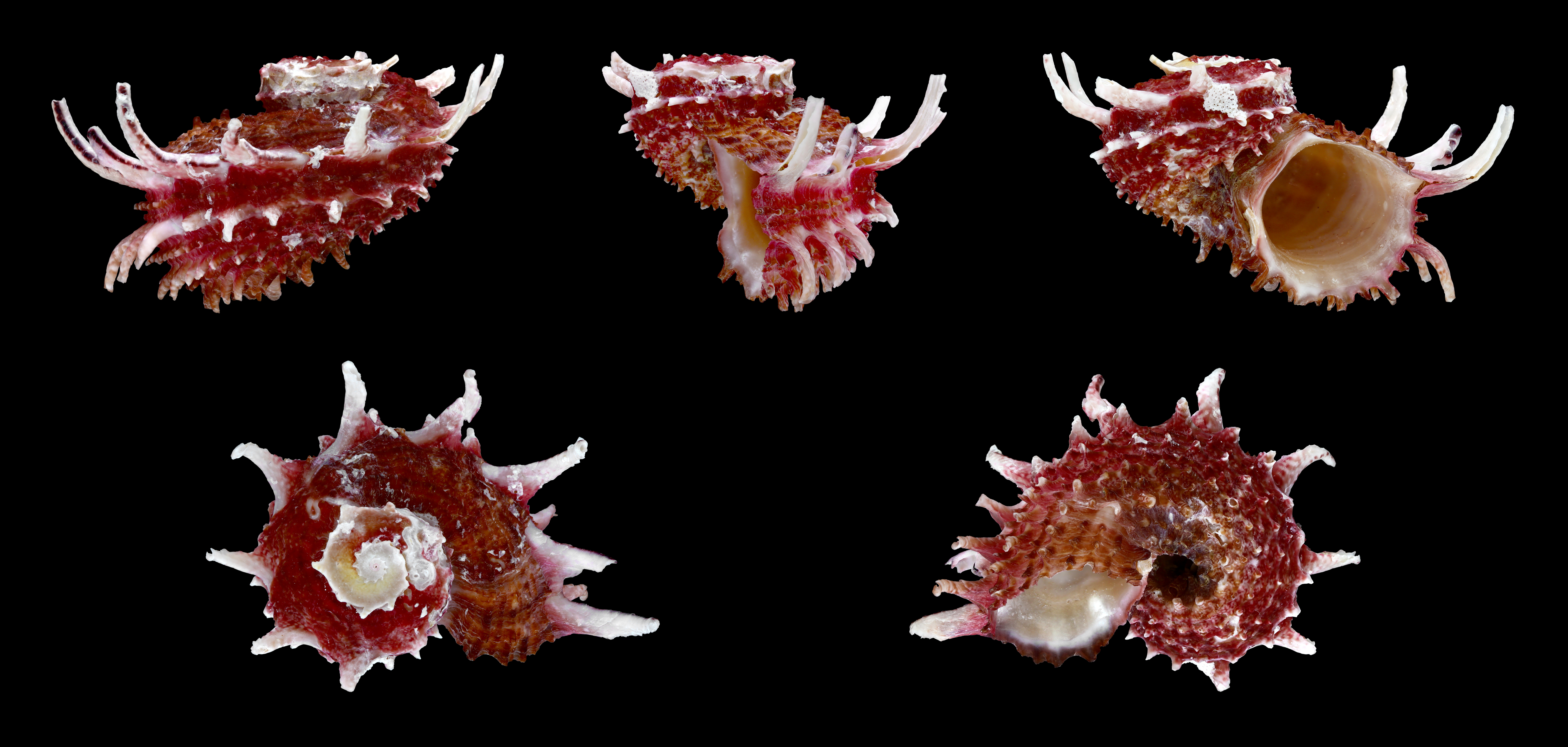
Angaria poppei K. Monsecour & D. Monsecour, 1999
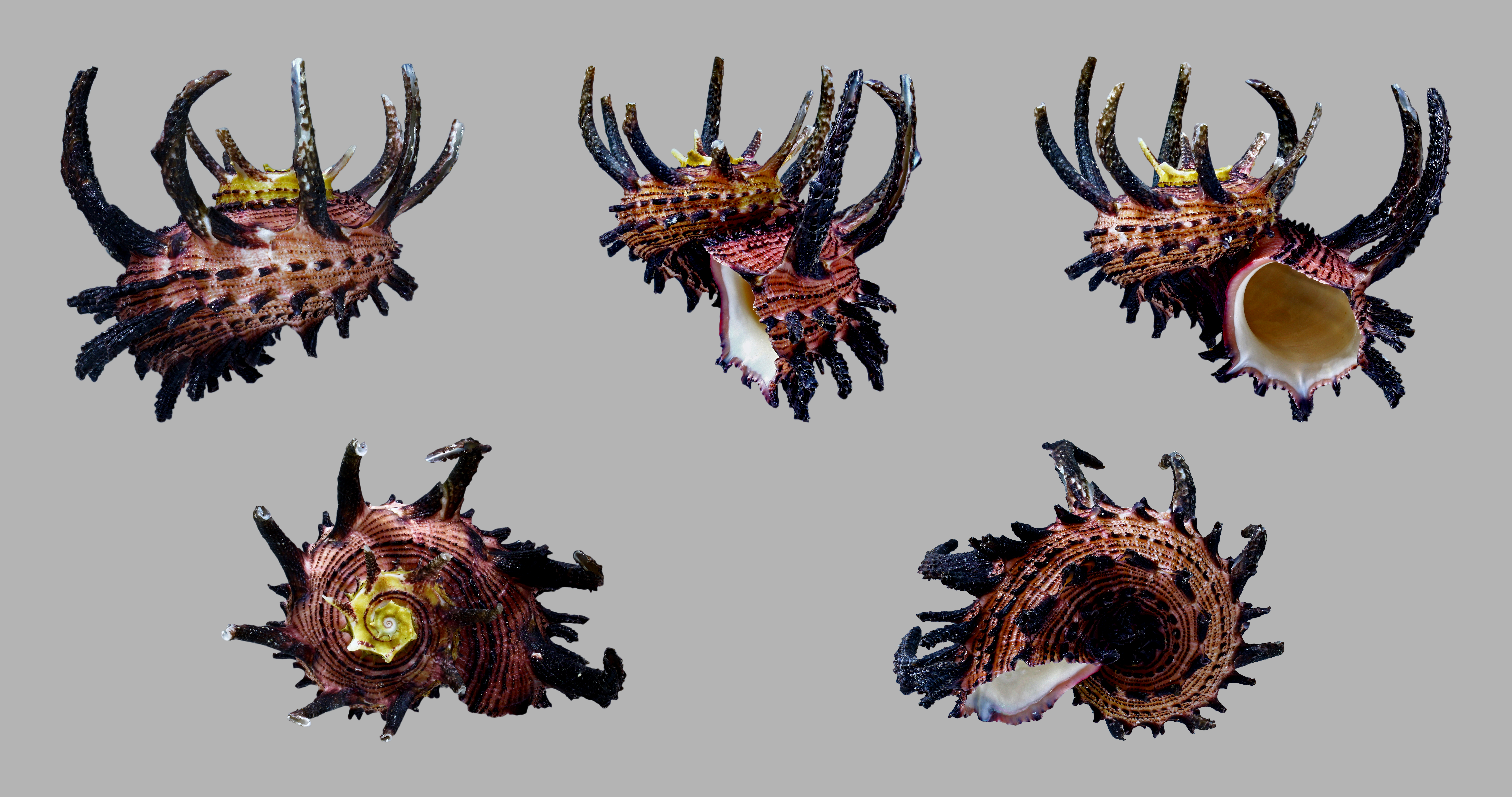
Angaria melanacantha (Reeve, 1842)

= Angaria aculeata (Reeve, 1842)
= Angaria arion Röding, 1798
= Angaria cincta Röding, 1798
= Angaria distorta (Linnaeus, 1758)
= Angaria laciniata (Lamarck, 1816)
= Angaria martinii A. Adams, 1854
= Angaria rosea Röding, 1798
= Angaria squamata Röding, 1798
- Angaria exasperata (Dillwyn, 1817)

= Angaria nodosa (Reeve, 1842)
- Angaria formosa (Reeve, 1842)
- Angaria fratrummonsecourorum Günther, 2013

= Angaria moolenbeeki Thach, 2018
- Angaria guntheri Thach, 2018
- Angaria incisa (Reeve, 1842)
- Angaria javanica K. Monsecour & D. Monsecour, 1999
- Angaria lilianae K. Monsecour & D. Monsecour, 2000
- Angaria maitim Dekker, 2020
- Angaria melanacantha (Reeve, 1842)
- Angaria neglecta Poppe & Goto, 1993
- Angaria neocaledonica Günther, 2016
- Angaria nhatrangensis Dekker, 2006

= Angaria kronenbergi Thach, 2018
= Angaria monsecourorum Thach, 2016
= Angaria nasui Thach, 2016
= Angaria petuchi Thach, 2018
= Angaria walleri Thach, 2018
- Angaria poppei K. Monsecour & D. Monsecour, 1999
- Angaria putong Dekker, 2020
- Angaria rubrovaria Günther, 2016
- Angaria rugosa (Kiener, 1838)

= Angaria plicata (Kiener, 1838)
- Angaria scalospinosa Günther, 2016
- Angaria sphaerula (Kiener, 1838)
- Angaria turpini K. Monsecour & D. Monsecour, 2006
- Angaria tyria (Reeve, 1842)
- Angaria vicdani Kosuge, 1980

## Imagens deAngaria
- Angaria delphinus (Linnaeus, 1758)[1]
- Angaria poppei K. Monsecour & D. Monsecour, 1999[1]
- Angaria melanacantha (Reeve, 1842)[1]